# Alsószenterzsébet, Zala
Alsószenterzsébet  este un sat în districtul Lent, județul Zala, Ungaria, având o populație de 71 de locuitori (2011). 

## Demografie
Componența etnică a satului Alsószenterzsébet
     Maghiari (100%)
Componența confesională a satului Alsószenterzsébet
     Reformați (59,15%)
     Romano-catolici (11,27%)
     Necunoscută (29,58%)
Conform recensământului din 2011, satul Alsószenterzsébet avea 71 de locuitori. Din punct de vedere etnic, majoritatea locuitorilor (100,0%) erau maghiari.  Din punct de vedere confesional, majoritatea locuitorilor (59,15%) erau reformați, cu o minoritate de romano-catolici (11,27%). Pentru 29,58% din locuitori nu este cunoscută apartenența confesională.